# Ale (Bier)

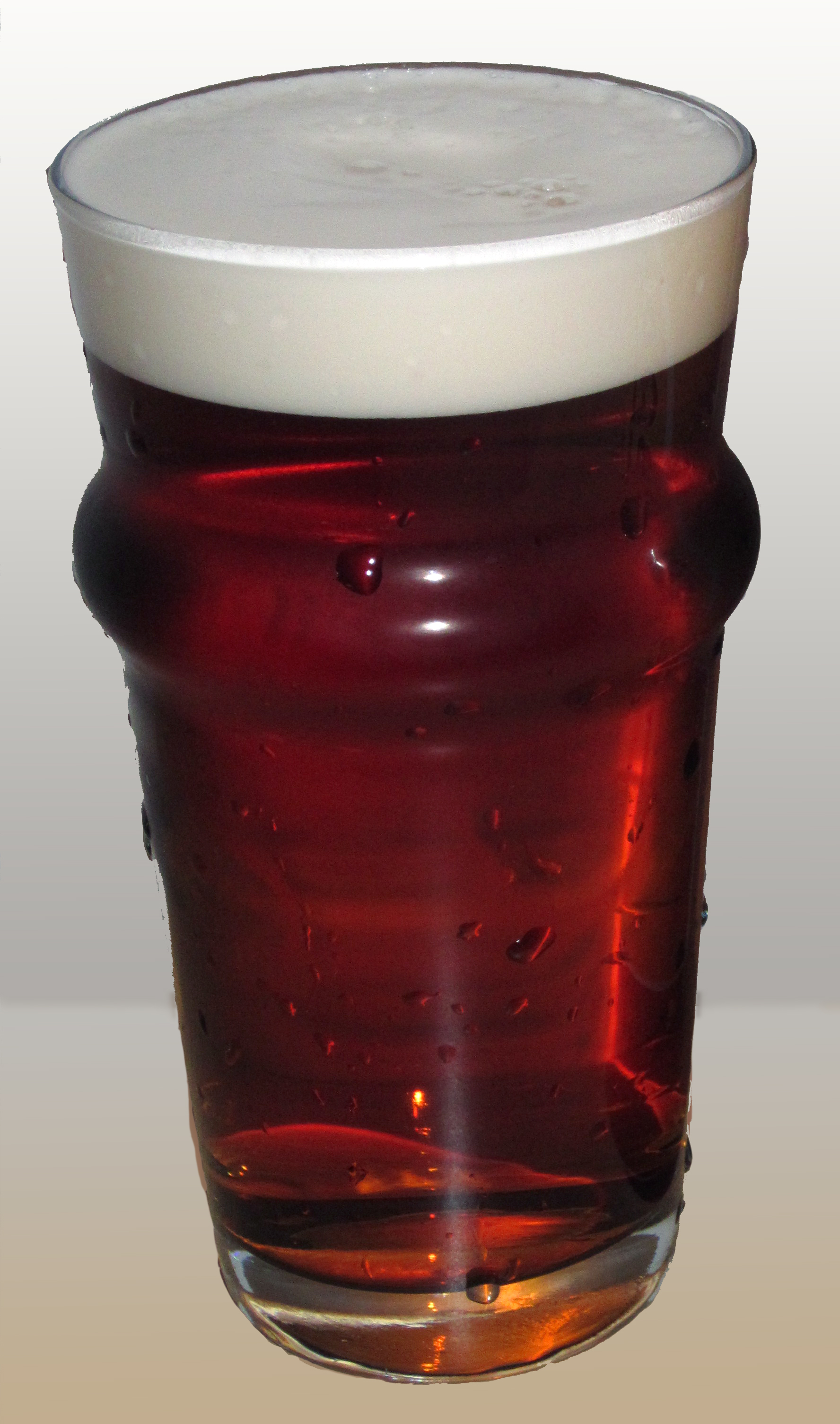
Pale Ale (Bitter)

Ale ist ein gebräuchlicher Begriff für ein alkoholisches, fermentiertes Getränk, das hauptsächlich aus gemälzter Gerste hergestellt wird. Ale ist auf den Britischen Inseln beheimatet, wo der Begriff ale umgangssprachlich auch synonym für Bier im Allgemeinen verwendet wird. 
Ale wird mit obergäriger Hefe bei Temperaturen von 15 bis 25 °C vergoren. Die Gärung erfolgt bei höheren Temperaturen als bei Lagerbier.

## Geschichte
Vor dem 15. Jahrhundert bezeichnete der Begriff ale ausschließlich ungehopfte Biere. Im Gegensatz dazu diente der Begriff beer der Bezeichnung von unter Zusatz von Hopfen hergestellten Getränken. Später verwendeten auch Ale-Brauer Hopfen. Jedoch blieben die Ale- und die Beer-Brauerei bis ins 18. Jahrhundert getrennte Bereiche. Diese Unterscheidung gilt nicht mehr: Mit der Ausnahme von Porter und Stout bezeichnet man in Großbritannien alle einheimischen obergärigen Biersorten als ale. In den USA dagegen ist es üblich, alle obergärigen Biere überhaupt undifferenziert als ale zu bezeichnen – so spricht man z. B. von Kölsch-style ale.
Die Ale-Flasche, z. B. nach Standardblatt A 103 für die 0,5-Liter-Flasche (auch Schulterflasche genannt), ist eine typische Flaschenform, die im großen Winkel im Schulterbereich der Flasche in den zylindrischen Körper übergeht. Ist der Flaschenhals ungewöhnlich lang, spricht das Marketing von einer Long-Neck-Flasche.

## Verbreitung
Das Brauen von Ale ging in Kolonialzeiten von England aus und hat sich somit in den USA und Australien etabliert. Diese Länder haben eigenständige Traditionen der Ale-Brauerei. Spezialitäten der USA sind z. B. das American IPA und das Double IPA. In Australien braut man das hefetrübe Sparkling ale. 
Auch in Belgien werden neben anderen Biersorten Ales gebraut. Es hat in der Vergangenheit einen regen Austausch zwischen Belgien und England gegeben, so dass einige der belgischen Biere Züge eines englischen Einflusses zeigen. Real Ale, auch Cask ale oder Cask-conditioned ale genannt, beschreibt nach bestimmten (von CAMRA festgelegten) Richtlinien hergestelltes und ausgeschenktes Bier.
In Skandinavien, Finnland und im Baltikum ist das urgermanische Wort alu in dän./norweg. øl bzw. schwed./isl. öl, finn. olut estn. õlu, lett./lit.alus erhalten geblieben, wo es alle Arten von Bier (auch die dort beliebten untergärigen Pilsner bzw. Lagerbiere) bezeichnet.

## Sorten
Es existieren zahlreiche Arten von Ales in Großbritannien, wie:
- Mild ale, ein volles, süßliches Bier, meistens von dunkler Farbe mit relativ wenig Hopfen und Alkohol
- Pale Ale, hell- bis kupferfarbig und mit ausgeprägterem Hopfenaroma, auch Bitter genannt
- India Pale Ale (IPA), meist ein etwas stärkeres und herberes Ale, jedoch verwendet manche Brauerei durchaus die Bezeichnung auch für ein leichtes Pale ale
- Red Ale, mit melanoidinehaltigen Malzen gebrautes Ale
- Light ale und Brown ale, ein leichtes bzw. braunes Bier
- Heather ale, ein Bier aus Schottland, bei dem zum Würzen statt oder zusätzlich zu Hopfen gerbstoffreiches Heidekraut (englisch heather) verwendet wird
- Stock ales, frühere Bezeichnung für höherwertige Biere, die lange reiften
- Vintage ale, Bezeichnung für ein Jahrgangsbier
- Strong Ale
- Summer Ale